# Episodi de I Jefferson (decima stagione)
La decima stagione della serie televisiva I Jefferson è stata trasmessa dal 2 ottobre 1983 al 6 maggio 1984 sul canale CBS, posizionandosi al 19º posto nei rating Nielsen di fine anno con il 18,6% di penetrazione.
| nº | Titolo originale               | Titolo italiano | Prima TV USA     | Prima TV Italia |
| -- | ------------------------------ | --------------- | ---------------- | --------------- |
| 1  | Mission: Incredible: Part 1    |                 | 2 ottobre 1983   |                 |
| 2  | Mission: Incredible: Part 2    |                 | 3 ottobre 1983   |                 |
| 3  | Mission: Incredible: Part 3    |                 | 9 ottobre 1983   |                 |
| 4  | I Do, I Don't                  |                 | 16 ottobre 1983  |                 |
| 5  | How Not to Marry a Millionaire |                 | 23 ottobre 1983  |                 |
| 6  | And the Winner Is              |                 | 30 ottobre 1983  |                 |
| 7  | The Return of Bentley          |                 | 6 novembre 1983  |                 |
| 8  | The List                       |                 | 20 novembre 1983 |                 |
| 9  | Who's the Fairest?             |                 | 4 dicembre 1983  |                 |
| 10 | Father Christmas               |                 | 11 dicembre 1983 |                 |
| 11 | What Makes Sammy Run?          |                 | 1º gennaio 1984  |                 |
| 12 | Getting Back to Basiks         |                 | 8 gennaio 1984   |                 |
| 13 | The Command Post               |                 | 15 gennaio 1984  |                 |
| 14 | Real Men Don't Dry Clean       |                 | 29 gennaio 1984  |                 |
| 15 | Trading Places                 |                 | 12 febbraio 1984 |                 |
| 16 | My Guy, George                 |                 | 4 marzo 1984     |                 |
| 17 | A New Girl in Town             |                 | 11 marzo 1984    |                 |
| 18 | Otis                           |                 | 18 marzo 1984    |                 |
| 19 | Hart to Heart???               |                 | 25 marzo 1984    |                 |
| 20 | George's Old Girlfriend        |                 | 1º aprile 1984   |                 |
| 21 | Honeymoon Hotel                |                 | 15 aprile 1984   |                 |
| 22 | In the Chips                   |                 | 6 maggio 1984    |                 |